# Мозес, Стефан
Стефа́н Мозе́с, собственно Ште́фан Мо́зес (нем.  Stefan Moses, фр. Stéphane Mosès, 11 июня 1931, Берлин — 1 декабря 2007, Париж) — французский и израильский философ, литературовед, переводчик немецко-еврейского происхождения.

## Биография
Из образованной, литературной еврейской семьи, близкой к социалистам (его родственником был Эдуард Бернштейн). В 1937 семья эмигрировала от нацизма в Марокко, поселилась в Касабланке, где Стефан окончил лицей. После войны он приехал во Францию, закончил Эколь Нормаль (1954) как германист, с 1961 преподавал в Сорбонне. В 1969 переехал в Израиль. В 1977 открыл и возглавил в Еврейском университете отделение германистики, в 1990 — Институт иудео-германских исследований имени Франца Розенцвейга. В 1997 вышел в отставку, вернулся в Париж. В 2006 прочитал годовой курс лекций на кафедре имени Этьена Жильсона в Парижском Католическом институте.
Жена — художница Лилиан Клапиш, сын — писатель, переводчик с иврита, немецкого и английского Эммануэль Моз, дочери — писательница Ануш Шерман и художница Соня Моз.

## Интересы
В центре исследовательских интересов Мозеса — фигуры и наследие Франца Розенцвейга, Фрейда, Кафки, Вальтера Беньямина (внимание Мозеса к нему привлек Гершом Шолем), Левинаса, Ханны Арендт, Эдмона Жабеса, Пауля Целана.

## Книги
- Une affinité littéraire, Le Titan de Jean-Paul et Le Docteur Faustus de Thomas Mann, Paris, Klincksieck, 1972 (переизд. Éditions Hermann, 2009)
- Système et révélation. La philosophie de Franz Rosenzweig, с предисловием Э.Левинаса, Paris, Éditions du Seuil, 1982 (нем. пер. 1985, англ. пер. 1992; расшир., исправл. франц. изд. — Bayard, 2003)
- Spuren der Schrift, von Goethe bis Celan, очерки 1973—1987, Frankfurt am Main, 1987
- L’ange de l’histoire. Rosenzweig, Benjamin, Scholem, Paris, Éditions du Seuil, 1992 (нем. изд. 1992; новое франц. изд. — Gallimard, «Folio», 2006; англ. пер. 2009)
- L'Éros et la Loi, lectures bibliques, Le Seuil, 1999 (укр. изд. 2003, нем. изд. 2004, исп. изд. 2007)
- Le sacrifice d’Abraham: La ligature d’Isaac, Desclée de Brouwer, 2002 (в соавторстве)
- Au-delà de la guerre, trois études sur Lévinas, L'Éclat, 2004
- Exégèse d’une légende, lectures de Kafka, L'Éclat, 2006 (исп. изд. 2011)
- Un retour au judaïsme, entretiens avec Victor Malka, Le Seuil, 2008.
- Franz Rosenzweig. Sous l'étoile, Éditions Hermann, 2009 (перевод)
- Momentaufnahmen = Instantanes, Suhrkamp, 2010
- Rêves de Freud. Six lectures, Gallimard, 2011
- Figures philosophiques de la modernité juive: six conférences chaire Étienne Gilson, Éd. du Cerf, 2011

## Публикации на русском языке
- «Пути, на которых язык начинает звучать». «Разговор в горах» Пауля Целана; Пауль Целан: «Полюса» (1969)// Пауль Целан. Материалы, исследования, воспоминания. Т.1. М.: Мосты культуры; Иерусалим: Гешарим, 2004, с. 44-60, 301—306
- Пир богов. Один мифологический мотив у Пауля Целана и Ингеборг Бахман; Модели негативности в стихотворении Пауля Целана «Место трубы»// Пауль Целан. Материалы, исследования, воспоминания. Т.2. М.: Мосты культуры; Иерусалим: Гешарим, 2007, с. 107—124, 277—289.

## Признание
Почетный доктор Тюбингенского университета (2004). Лауреат премии Гумбольдта (2004). Почетный член берлинского Центра исследований литературы и культуры. Почётный член Общества Эриха Фрида. Книги и статьи Стефана Мозеса переведены на ряд языков, включая японский.